# Trung tâm Liêm chính Công
Trung tâm Liêm chính Công (CPI) là một tổ chức báo chí điều tra Mỹ phi lợi nhuận mà cho biết nhiệm vụ của tổ chức là "tiết lộ sự lạm dụng quyền lực, tham nhũng và xao lãng nhiệm vụ của các tổ chức công cộng và tư nhân đầy quyền lực để làm cho chúng hoạt động một cách trung thực, liêm chính, có trách nhiệm và đặt lợi ích công cộng lên trên hết. "  Với hơn 50 nhân viên, CPI là một trong những trung tâm điều tra phi lợi nhuận, phi đảng phái lớn nhất ở Mỹ. Nó giành được giải thưởng Pulitzer 2014 về báo cáo điều tra.
CPI đã được mô tả như là một nhóm giám sát, độc lập  phi đảng phái  và tiến bộ .
CPI phát hành các báo cáo từ trang mạng của mình tới các chi nhánh truyền thông trên khắp nước Mỹ và trên toàn cầu. Trong năm 2004, cuốn sách của CPI The Buying of the President nằm trong danh sách sách bán chạy nhất (bestseller) trong ba tháng của tờ báo New York Times.
.

## Liên đoàn nhà báo điều tra quốc tế

Logo của ICIJ

1997 CPI khởi động chương trình Liên đoàn nhà báo điều tra quốc tế (International Consortium of Investigative Journalists) (ICIJ). Tổ chức ICIJ cho tới năm 2016 một mạng lưới toàn cầu gồm hơn 190 nhà báo điều tra từ 65 quốc gia.
Vào ngày 3 tháng 4 năm 2016, ICIJ đã công bố cùng lúc trên nhiều tờ báo quốc tế những kết quả đầu tiên của những nghiên cứu về Tài liệu Panama.